# Чёрная Грязь (Марий Эл)
Чёрная Грязь (мар. Руш Куптӱр) — деревня в Новоторъяльском районе Республики Марий Эл. Входит в состав Чуксолинского сельского поселения.

## География
Находится в северо-восточной части республики Марий Эл на расстоянии приблизительно 7 км по прямой на север-северо-восток от районного центра посёлка Новый Торъял.

## История
Известна с 1811 года, когда здесь (починке при Чёрной Грязи) стал проживать Семён Егошин из починка Орья. В 1811 году в поселении было уже 2 дома и жили ясачные крестьяне — 2 человека. В 1850 году в починке проживали православные русские — 49 человек. В 1884 году деревня Чёрная Грязь насчитывала 21 двор, 153 жителя. В 1905 году деревня Чёрная Грязь (Семёновы) состояла из 27 дворов, в которых проживали 234 человека. В 1925 году здесь проживали 202 человека. На 1988 год в деревне числилось 108 жителей, 41 дом, из них 6 пустующих. Работали магазин, столовая на 20 мест, медпункт. Имелись производственные постройки: машинный двор, зерноток, молочно-товарная ферма. В советское время работали колхозы «Комбинат», «Просвет», имени Кирова и «Немдинский».

## Население
Население составляло 98 человек (мари 91 %) в 2002 году, 83 в 2010.